# Villa rustica (Blankenheim)

Ausgrabungsfoto 1894

Die Villa rustica in Blankenheim (Ahr) ist ein römischer Gutshof, der zum ersten Mal im Jahre 1894 durch Constantin Koenen ausgegraben wurden.
Weitere Grabungen erfolgten 1914, 1930 und 1931 durch Franz Oelmann. Dabei wurden das Herrenhaus mit seinen Bauperioden und vier Nebengebäude untersucht. 
Zwei Nebengebäude blieben bis heute ununtersucht.
Der 250 m lange und 120 m breite Gutshofkomplex war in einen Osthang hinein geplant und von einer Umfassungsmauer umgeben.
An einen Garten schlossen sich hangabwärts das Herrenhaus und dann die Nebengebäude an.

Ansicht von Süden (1894)

Für das Herrenhaus konnten drei Bauperioden festgestellt werden. 
Der erste Bau entstand Ende des 1. Jahrhunderts und bestand bis Mitte des 2. Jahrhunderts.
Er war symmetrisch und hatte im Osten einen Portikus und zwei Eckrisalite.
Danach erfolgte wegen eines Brandes ein völliger Neubau.
Das Herrenhaus hatte nun im Osten einen Portikus ohne Eckrisalite.
Im Nordflügel wurde ein Bad eingerichtet, das bis zur Aufgabe des Hofes bestand.
Aufgrund größeren Wohnbedarfs erfolgte im 3. Jahrhundert eine Erweiterung.
Das Herrenhaus wurde bis Mitte des 4. Jahrhunderts genutzt.
In 400 m Entfernung verlief eine römische Straße, die von der Römerstraße Trier–Köln abzweigte und nach Bonn führte.